# 72 heures du livre

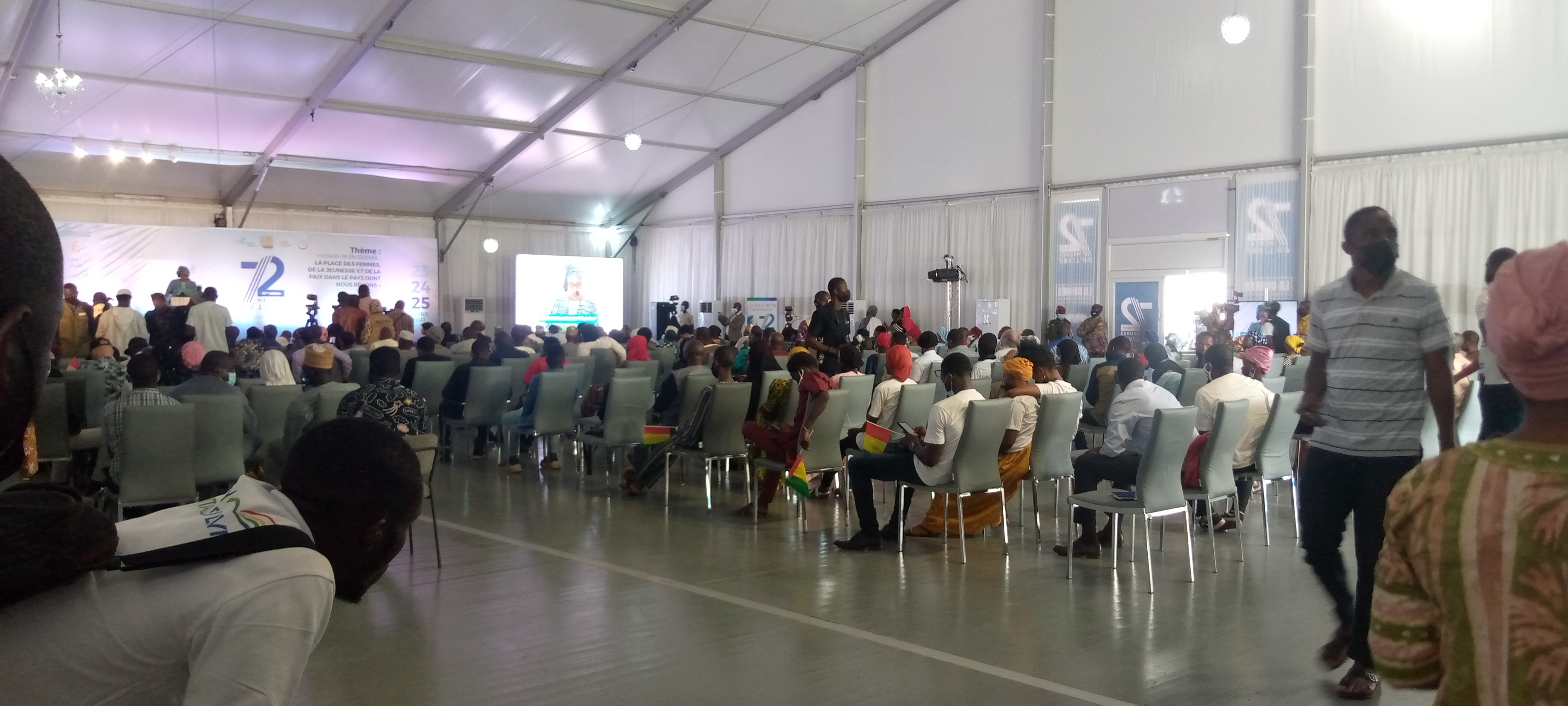
L'évènement des 72 HEURES DU LIVRE au Palais du peuple de Conakry, en 2021.

Les 72 heures du livre de Conakry est un événement annuel d'exposition de livre qui se déroule en Guinée depuis l'année 2009, principalement dans la capitale Conakry à l'air libre dans l'enceinte d'un centre culturel ou l'esplanade du Palais du peuple de Conakry.
L'événement combine des Expositions, des  débats, des dédicaces de livre, des témoignages et des formations et accueille des participants venus de toute la Guinée, d'Afrique et d'autres régions du monde.
Depuis sa création, l’événement est dirigé par le délégué général Sansy Kaba Diakité qui noue des partenariats avec des médias, hôtels et institutions nationales et internationales.

## Thème depuis 2009
| Année | Pays invité d'honneur | Ville invitée d'honneur | Lieu | Thème                                                                       |
| ----- | --------------------- | ----------------------- | --- | --------------------------------------------------------------------------- |
| 2009  | aucun                 | aucun                   | Musée national de Sandervalia                                                                              | Le livre a sa place en Guinée                                               |
| 2010  | aucun                 | aucun                   | Centre culturel franco-guinéen (CCFG)                                                                      | Les écrivains guinéen face au défi de la transition                         |
| 2011  | aucun                 | aucun                   | Centre culturel franco-guinéen (CCFG)                                                                      | Le livre, vecteur de changement                                             |
| 2012  | aucun                 | aucun                   | Centre culturel franco-guinéen (CCFG)                                                                      | La place du livre dans l’éducation                                          |
| 2013  | aucun                 | aucun                   | Centre culturel franco-guinéen (CCFG)                                                                      | Les mots au service de la paix                                              |
| 2014  | aucun                 | Kindia                  | Centre culturel franco-guinéen (CCFG)                                                                      | Livre et développement local                                                |
| 2015  | Côte d'Ivoire         | Labé                    | Centre culturel franco-guinéen (CCFG) et Bluezone de Kaloum                                                | Livre, sciences, climat et environnement                                    |
| 2016  | Congo (Brazzaville)   | Boké                    | Centre culturel franco-guinéen (CCFG) et Bluezone de Kaloum                                                | Livre, mines, énergie et développement communautaire                        |
| 2017  | Sénégal               | Kankan                  | Centre culturel franco-guinéen (CCFG)                                                                      | Livre Facteur de rapprochement des peuples et des communautés               |
| 2018  | Burkina faso          | Nzérékoré               | | L'agriculture l'avenir de la Guinée                                         |
| 2019  | Mali                  | Faranah                 | | Livres et images                                                            |
| 2020  | Rwanda                | aucun                   | | Livres, mémoires, paix et renaissance                                       |
| 2021  | aucun                 | aucun                   | Esplanade du palais du peuple                                                                              | COVID-19:La place des femmes, de la jeunesse et de la paix dons nous rêvons |
| 2022  | Maroc                 | Dalaba                  | Esplanade du palais du peuple, Centre culturel franco-guinéen (CCFG), hôtel Onomo et université de Conakry | Sauvegarde du patrimoine et paix sociale                                    |
| 2023  | Bénin et Haïti        | Boffa                   | Esplanade du palais du peuple, Centre culturel franco-guinéen (CCFG), hôtel Onomo et université de Conakry | Afrique, littératures et identités                                          |
| 2024  | Cameroun              | Dinguiraye              | Esplanade du palais du peuple, Centre culturel franco-guinéen (CCFG), hôtel Onomo et université de Conakry | Littérature et les sports                                                   |
| 2025  | Rwanda et l’Allemagne | Guéckédou               | Esplanade du palais du peuple, Centre culturel franco-guinéen (CCFG), hôtel Onomo et université de Conakry | La Puissance féminine                                                       |

Le commissaire de l’événement souhaite faire de la Guinée, Capitale africaine du livre. 

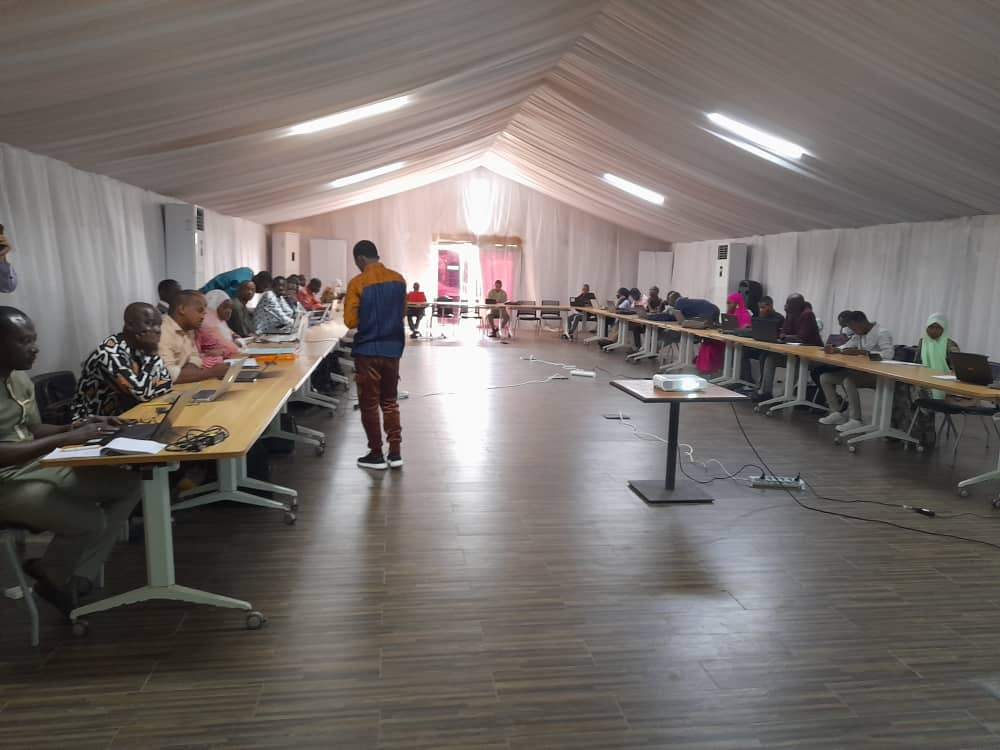
Formation des Chargés de Com en Wikipédia à Conakry.

## Prix du jeune écrivain guinéen
- 2014 : Facinet Kabèlè Camara pour Origines
- 2015 : Ibrahima Barry pour Perte cruelle d’un père[19]
- 2021 : Eugène Mamy